# Jan Josef Antonín Eleazar Kittel
Jan Josef Antonín Eleazar Kittel, německy Johann Josef Antonius Eleazar Kittel (3. února, křest 13. února 1704, Krásná, fara Bzí - 16. listopadu 1783 tamtéž) byl český lékař a léčitel německé národnosti. Jeho postava je opředena mýty a pověstmi. Byl nazýván také Severočeský Faust, Faust Jizerských hor, či Černokněžník ze Šumburku.

## Život
Narodil se a zemřel v Šumburku (německy Schumburg, dnes Krásná, část obce Pěnčín) u Jablonce nad Nisou. Úspěchy doktora Kittela v léčení pacientů byly tak veliké, že již za jeho života o něm kolovaly legendy. Obviňovaly jej ze spolčení s ďáblem a vykreslovaly jeho nadpřirozené skutky.

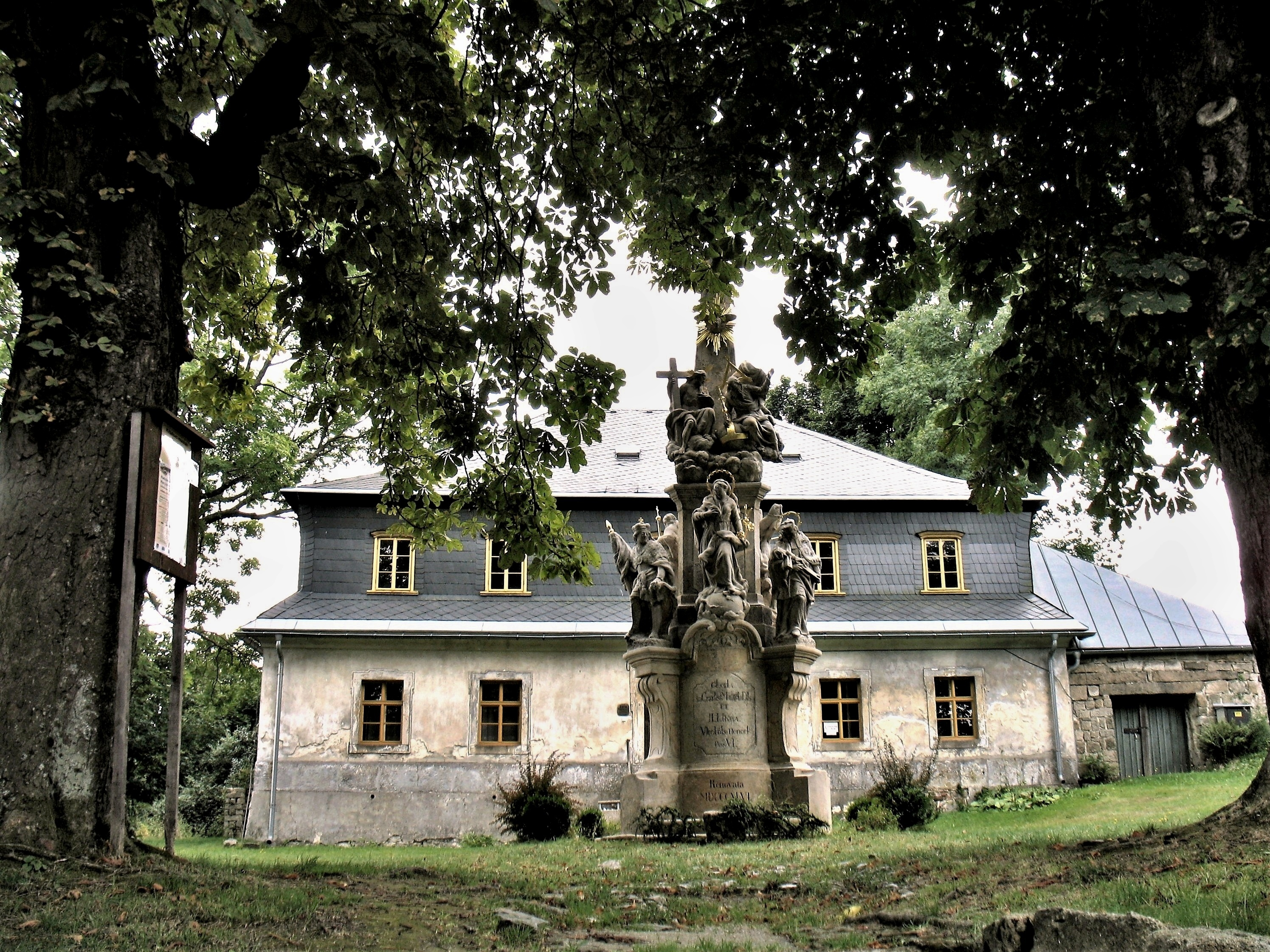
Barokní fara v Krásné, kde J. J. A. E. Kittel strávil poslední období života u svého syna, místního faráře.

Do dnešních dnů po doktoru Kittelovi zůstalo mnoho památek: jeho dům zvaný Burk („hrad“), kostel sv. Josefa, který nechal postavit, fara, studánka. Postava doktora Kittela je v posledních letech znovu objevována – v roce 2006 byla založena firma Kitl s.r.o., která se volně inspirovala jeho odkazem a uvádí na trh různé bylinné nápoje. Tato firma také zřídila jeho muzeum a podílela se na natočení amatérského celovečerního filmu Eleazar Kittel v roce 2007.

## Kittelovo muzeum
V roce 2010 bylo na Krásné-Pěnčíně otevřeno Kittelovo muzeum. Vzniklo v domě čp. 11, který leží mezi „Burkem“ a kostelem sv. Josefa. Interaktivní expozice muzea byla zaměřena nejen na život a léčení pověstného doktora Kittela, ale i na historii okolního kraje, bohatství lidového léčitelství a sílu bylin. Mezi největší lákadla expozice patřila například alchymistická Kittelova pracovna nebo replika tzv. „smržovského grimoáru“, čarodějné knihy připisované právě Kittelovi.
Památkově chráněný Kittelův dům byl na počátku 21. století po předchozích desetiletích devastace v havarijním stavu. Náročná rekonstrukce domu, jehož vlastníkem se stala obec Pěnčín, probíhala v několika etapách od roku 2004. V roce 2019 bylo ve zrekonstruovaném Kittelově domě (Krásná čp. 10) otevřeno nové Kittelovo muzeum.. Muzeum je otevřeno celoročně a slouží zároveň jako místní infocentrum.

## Galerie

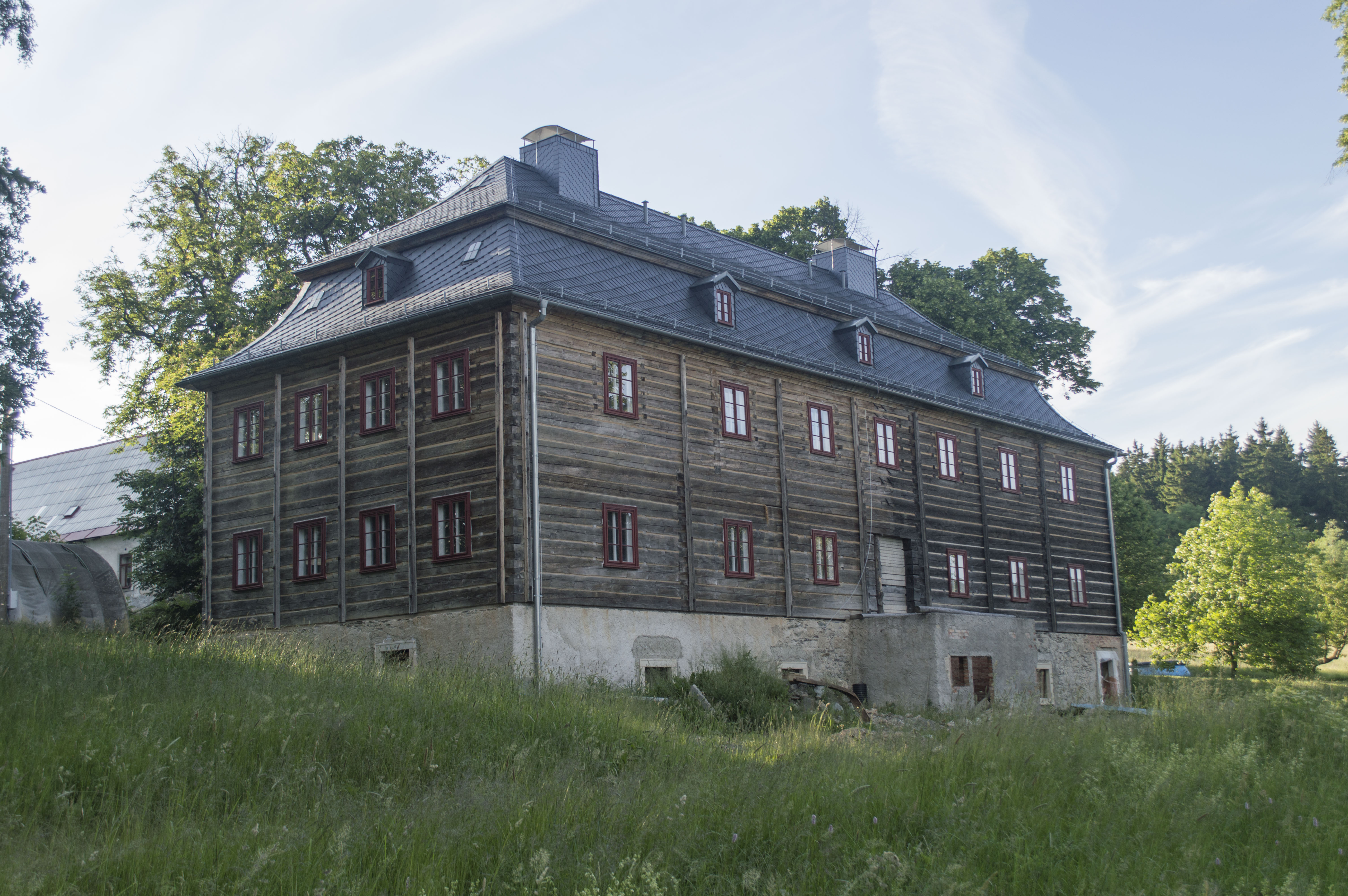
Kittelův dům
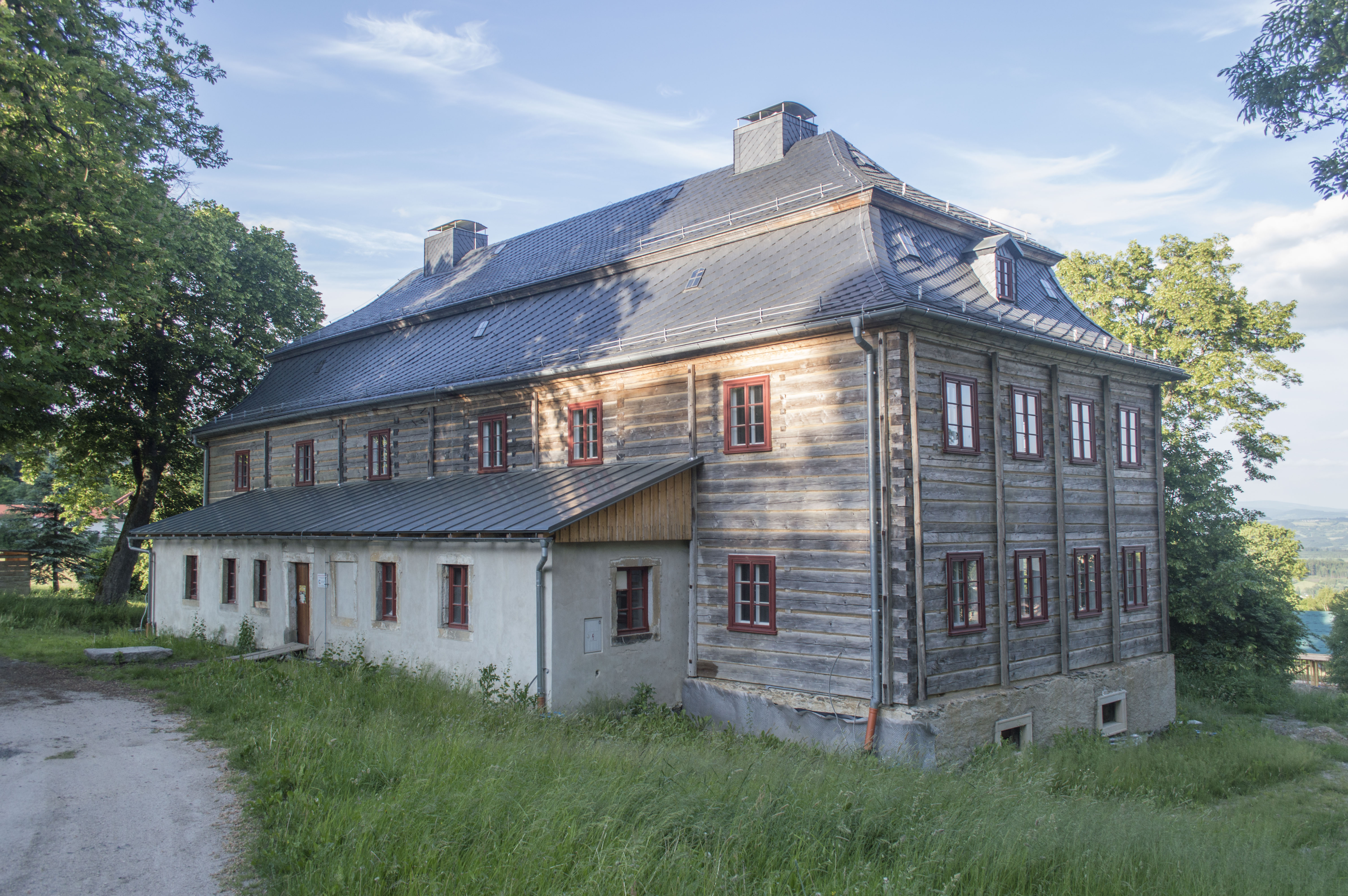
Pohled od západu
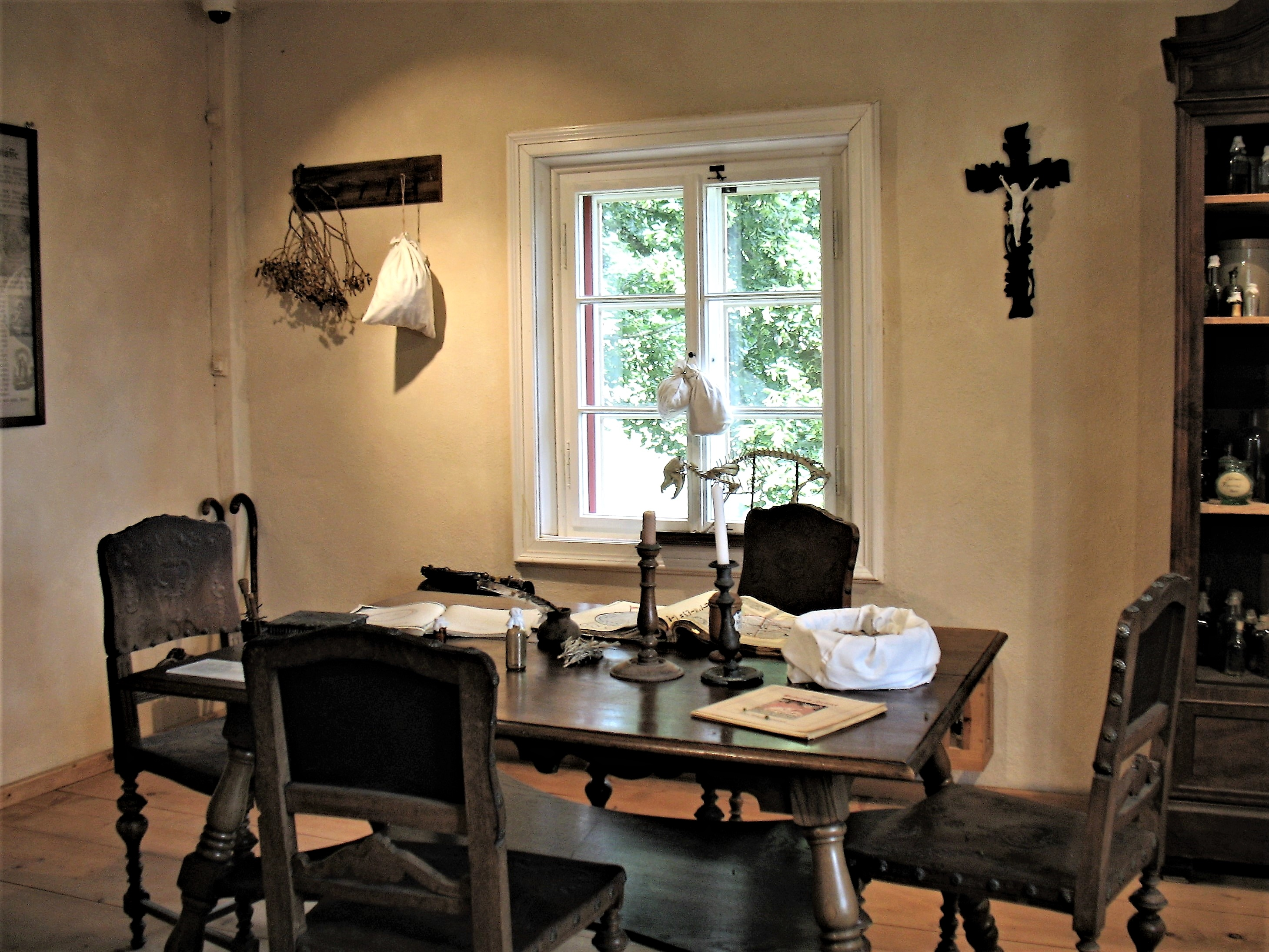
Muzeum: ukázka léčitelovy pracovny
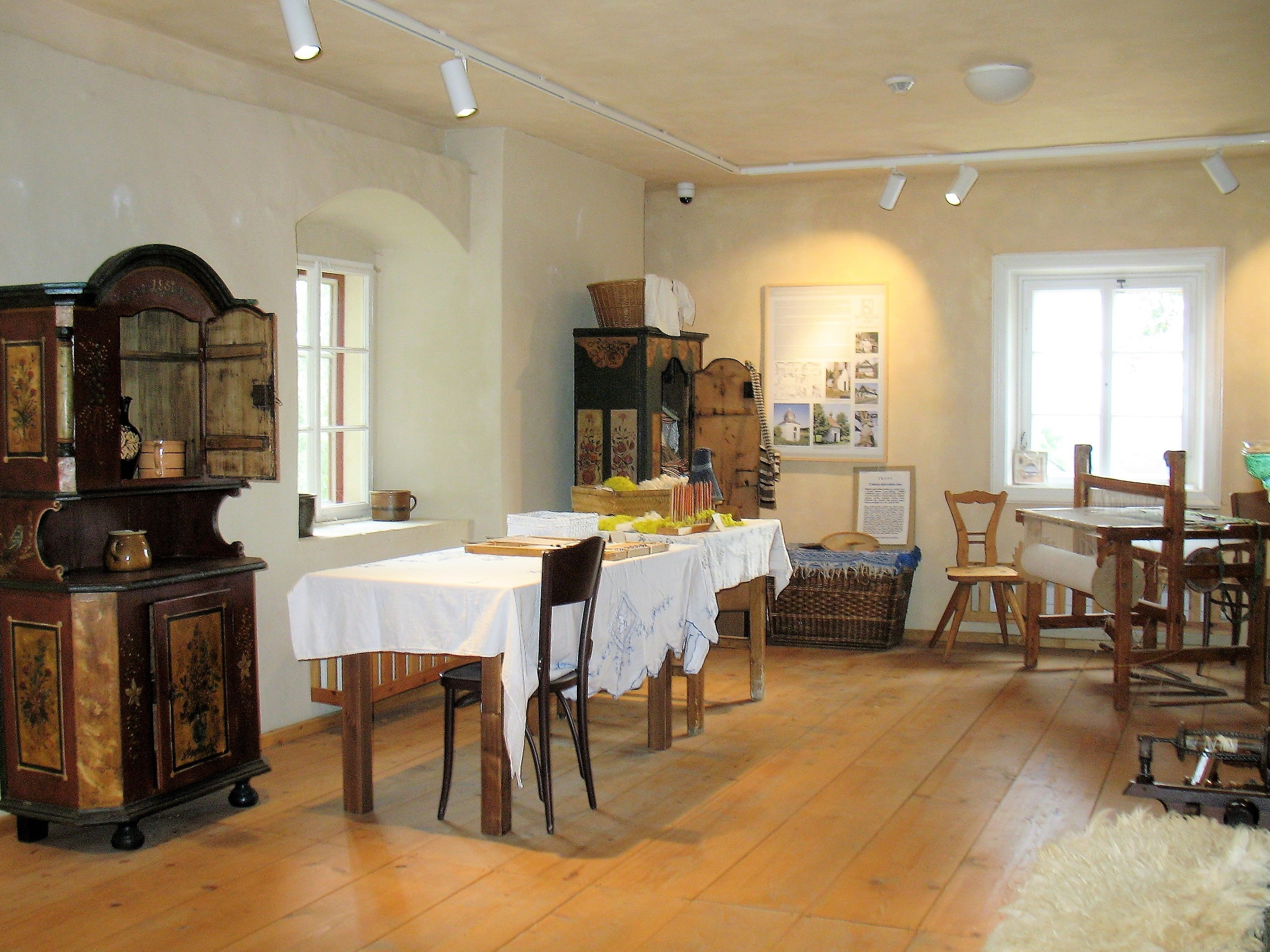
Expozice v přízemí Kittelova muzea
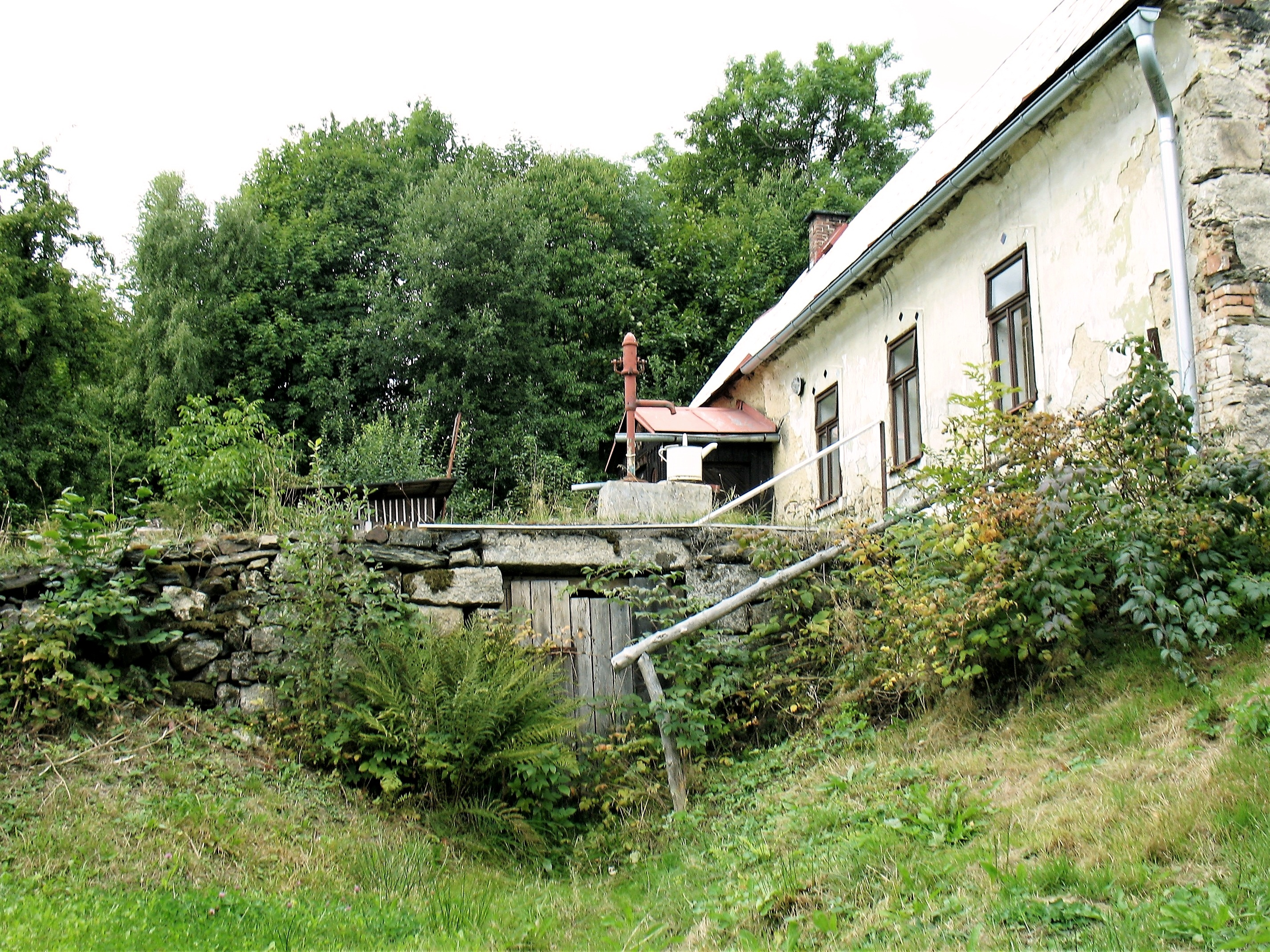
Pramen pod čp. 11, hlavní zdroj vody pro sousední Kittelův dům
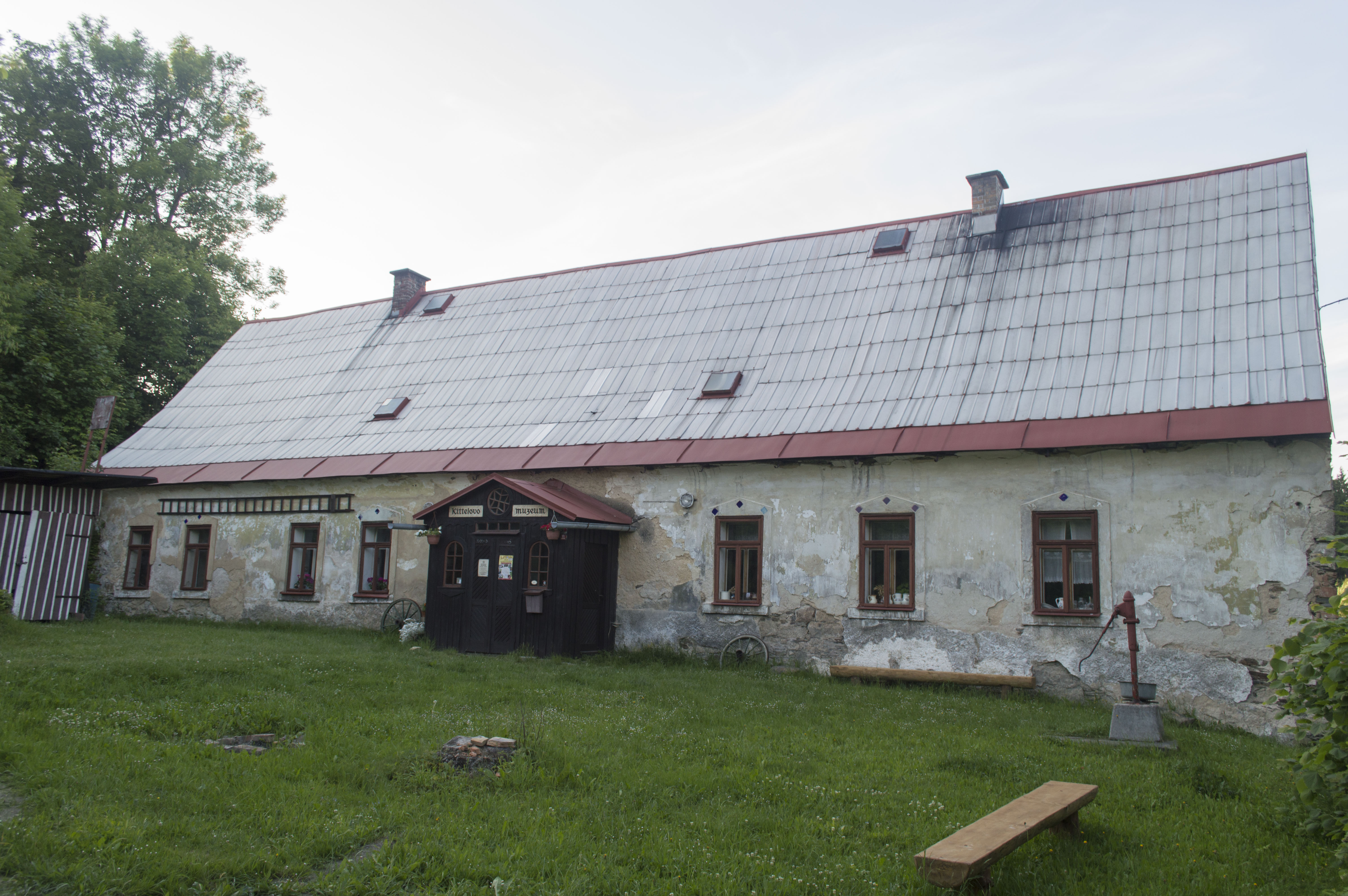
Krásná čp. 11, kde v minulosti sídlilo muzeum